# Weiding, Cham
Weiding är en kommun och ort i Landkreis Cham i Regierungsbezirk Oberpfalz i förbundslandet Bayern i Tyskland.
Kommunen ingår i kommunalförbundet Weiding tillsammans med kommunen Gleißenberg.